# Николаевский (Иркутская область)
Николаевский — населённый пункт (участок) в Заларинском районе Иркутской области России. Входит в состав Ханжиновского муниципального образования. Находится примерно в 71 км к юго-западу от районного центра.

## Население
| 2002 | 2010 | 2011 | 2012 |
| ---- | ---- | ---- | ---- |
| 240  | ↘130 | →130 | ↗133 |

Гендерный состав
По данным Всероссийской переписи, в 2010 году в населённом пункте проживало 130 человек (73 мужчины и 57 женщин).